# Гривистая манукодия
Гривистая манукодия (лат. Manucodia jobiensis) — вид воробьинообразных птиц из семейства райских птиц (Paradisaeidae). Обитает на острове Япен и на севере Новой Гвинеи.

## Описание
Рацион состоит в основном из фруктов и беспозвоночных. Моногамны, как и другие манукодии. Птицы среднего размера — длина тела около 34 см. Представители обоих полов довольно схожи, хотя самки немного меньше.
Будущее вида не вызывает сегодня серьёзных опасений у специалистов.